# Spiniderolus parus
Spiniderolus parus là một loài bọ cánh cứng trong họ Cerambycidae.